# Jens Nilsson

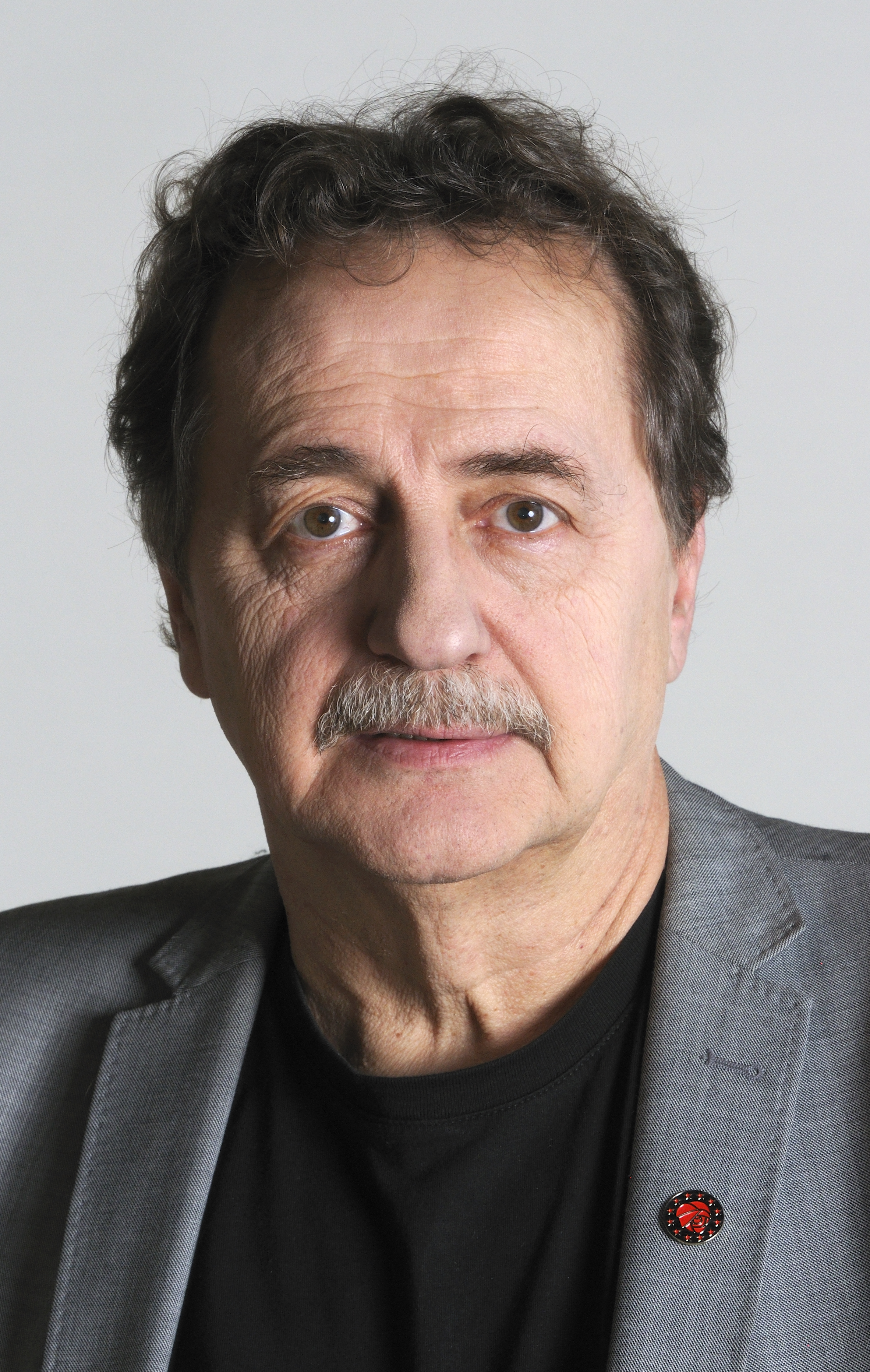
Jens Nilsson in Straßburg, 2014

Jens Bertil Georg Nilsson (* 25. September 1948 in Västervik; † 12. März 2018 oder 13. März 2018) war ein schwedischer Politiker der SAP.
Nilsson wuchs in Gävle auf, ehe er 1978 nach Östersund zog. Von 1997 bis 2009 war er Vorsitzender der Gemeinde Östersund. Bei der Europawahl 2009 kandidierte er zunächst erfolglos für ein Mandat im Europäischen Parlament, zog aber zum 1. Dezember 2011 doch noch ein. Durch das Inkrafttreten des Vertrags von Lissabon stand ihm eines der beiden Mandate zu, welche Schweden zusätzlich erhielt.
Im Europaparlament rückte für ihn im April 2018 Aleksander Gabelic nach.